# Africa (Schiff, 1952)
Die Africa war ein 1952 in Dienst gestelltes Passagierschiff der italienischen Reederei Lloyd Triestino, das bis 1976 im Liniendienst nach Afrika im Einsatz stand. Nach vier Jahren ungenutzter Liegezeit unter dem Namen Protea wurde es 1980 in Taiwan abgewrackt.

## Geschichte
Die Africa entstand unter der Baunummer 1763 in der Werft von CR dell’Adriatico in Monfalcone und lief am 24. Januar 1951 vom Stapel. Nach der Übergabe an den Lloyd Triestino im Februar 1952 nahm das Schiff im selben Monat den Dienst auf der Linienstrecke von Genua nach Kapstadt auf. Die Africa war Teil einer Baureihe von vier Passagierschiffen, zu denen außerdem die Europa, die Asia und die noch bis 2007 als Hospitalschiff eingesetzte Victoria gehörten.
1960 wurde das Schiff modernisiert. 1967 wechselte es auf die Strecke von Triest über Kapstadt nach Mombasa. Dort blieb es weitere neun Jahre im Dienst, ehe sich der Betrieb wegen der steigenden Konkurrenz durch Linienflüge nicht mehr lohnte und es im Januar 1976 ausgemustert wurde.
Die Africa wurde in Triest aufgelegt und in Protea umbenannt. Im März 1980 ging das Schiff an Super Winston Enterprises mit Sitz in Panama, die es wiederum zum Abwracken nach Taiwan verkauften. Am 3. Mai 1980 traf die Protea bei der Abwrackwerft der Nan Yet Steel Enterprise Company in Kaohsiung ein.